# András Baronyi
András István Baronyi (ur. 13 września 1892 w Budapeszcie, zm. 6 czerwca 1944 tamże) – węgierski pływak i lekkoatleta z początków XX wieku, uczestnik igrzysk olimpijskich.
Jako piętnastolatek wystartował na IV Letnich Igrzyskach Olimpijskich w 1908 w Londynie. Wziął udział w wyścigu na 200 metrów stylem klasycznym. W drugim wyścigu eliminacyjnym zajął z czasem 3:18,0, drugie miejsce i odpadł z dalszej rywalizacji.
Cztery lata później podczas V Letnich Igrzysk Olimpijskich w Sztokholmie Baronyi wystartował na dystansie 100 metrów stylem grzbietowym. Dotarł do finału, gdzie zajął czwarte miejsce z czasem 1:25,2. Do brązowego medalu stracił równo sekundę. Wziął także udział w konkursie skoku w dal z miejsca. Z wynikiem 3,13 m zajął siódme miejsce.
Baronyi reprezentował barwy budapeszteńskiego klubu MAC.